# Shoshong
Shoshong es una ciudad situada en el Distrito Central, Botsuana. Se encuentra a 40 km de la al este de Mahalapye. Tiene una población de 9.678 habitantes, según el censo de 2011.
La ciudad está situada a 970 sobre del nivel del mar en el valle del río Shoshong, un afluente intermitente del río Limpopo. Los pueblos cercanos son Tobela, Ikongwe, Kalamare, Mmutane, y Mosolotshane.